# Cathédrale Saint-André de Grand Rapids
Cette  cathédrale n’est pas la seule cathédrale Saint-André.
La cathédrale Saint-André (en anglais : Cathedral of Saint Andrew) est la cathédrale catholique du diocèse de Grand Rapids dans l'État du Michigan au centre-ville de Grand Rapids.

## Historique
L'édifice actuel a pour origine une petite église de bois placée sous le vocable de sainte Marie construite dans les années 1830 par le père Frederic Baraga, missionnaire auprès des amérindiens et quelques trappeurs européens. Elle est construite avec une petite école et une cure, sur la rive occidentale de la Grand River. Le curé suivant construit après le départ des Indiens une nouvelle église à Monroe Street dédiée à saint André. Grand Rapids commence alors à devenir une ville grâce à l'afflux d'immigrants. L'église est prête en 1850.
La population continue de s'accroître et une nouvelle église, l'édifice actuel, est construite en 1875-1876 sur Sheldon Boulevard. Le diocèse de Grand Rapids est érigé canoniquement en 1882 par Léon XIII et le premier évêque, Mgr Richter, choisit cette église pour en faire la cathédrale du diocèse. Il y est consacré le 22 avril 1883. L'édifice est agrandi en 1901, après avoir été endommagé par un incendie dû à la foudre.
Les messes dominicales de la cathédrale sont retransmises par la télévision locale à partir des années 1950. La chapelle Saint-Ambroise est bâtie en 1961-1963 et un espace vert est aménagé à la même époque.
La cathédrale est restaurée en 1979-1980, selon les dispositions post-conciliaires (par exemple l'autel est avancé face au peuple). Une autre vague de travaux a lieu en 1997-2000 avec les vitraux (issus de la maison Franz Mayer) et un nouvel orgue est installé en 2002.
Le nouveau parvis inspiré de=la Piazza Secchia du Capitole de Rome est aménagé en 2009.

## Note
- (en) Cet article est partiellement ou en totalité issu de l’article de Wikipédia en anglais intitulé « Cathedral of Saint Andrew (Grand Rapids, Michigan) » (voir la liste des auteurs).